# Can Santamaria
Can Santamaria és una masia a l'agregat de Raset, datat aproximadament en els segles XV-XVI i declarada bé cultural d'interès nacional. Originàriament era una casa forta del segle xvi, però posteriorment ha sofert moltes transformacions. Part de l'edifici actual correspon al segle xvi, del qual queden restes del seu passat fortificat amb espitlleres i del parament realitzat per la tècnica de l'opus spicatum. Anteriorment hi residiren els senyors de Raset. D'aquesta nissaga hi ha dues sepultures a la Seu gironina, la de Dalmau de Raset, que fou doctor en lleis i vicari general de la diòcesi, i la del seu germà, Bernat de Raset, cavaller que morí a Sardenya.
El mas passà posteriorment a ser propietat dels senyors de Santamaria i de Sant Salvador. Després fou adquirit pels senyors Teixidor, que més tard el van vendre al senyor Casamor, el qual instal·là un museu de caràcter particular amb obres de gran interès. En esdevenir la seva mort el museu ha quedat tancat. Al costat de la porta hi ha una placa que commemora l'estada d'Antonio Machado els dies 24, 25 i 26 de gener de 1936 camí de l'exili.

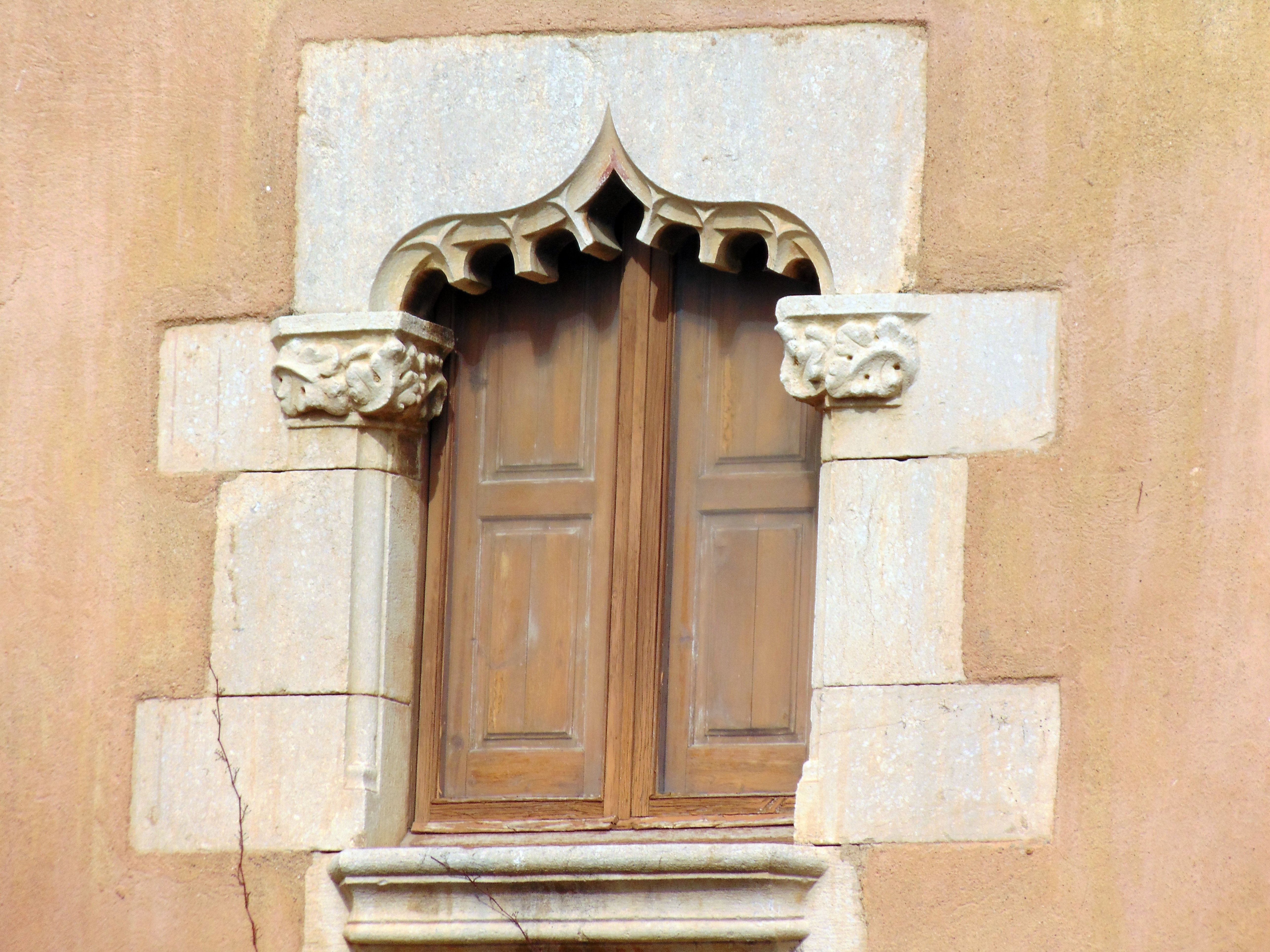
Detall d'una finestra

La casa és de planta rectangular, amb baixos, pis i golfes, i té una torre-mirador (que inicialment deuria ser fortificada) més elevada, situada a l'angle sud-oest de la masia. Les cobertes, de teula àrab, són a dues aigües. Els murs són de pedra morterada amb les façanes pintades i arrebossades, deixant a la vista els carreus de les obertures i dels angles, fruit de les reformes dels segles XIX i XX.
Són interessants un conjunt de finestres d'arc conopial amb elements ornamentals esculpits i trencaaigües motllurats, que recolzen en carreus que formen espitlleres a la part central de l'ampit. L'accés principal és una porta d'arc rebaixat, situada en un cos lateral més baix, afegit posteriorment. Aquesta porta duu la data de 1591 a la dovella central, sens dubte aprofitada d'una construcció anterior. Les portes són adovellades, i una altra és amb arc de mig punt en la qual hi trobem un escut.